# Małgorzata Szymczykiewicz
Małgorzata Szymczykiewicz (zm. 1 lipca 2019) – polska dziennikarka i publicystka, redaktora prasy ogrodniczej.
Była wieloletnią redaktorką miesięczników Kwietnik i Magnolia. W Kwietniku piastowała między innymi funkcję zastępcy redaktora naczelnego, zaś w 2004 zastąpiła Annę Słomczyńską na funkcji redaktora naczelnego miesięcznika o ówczesnym nakładzie 56 tys. egz. Zasiadała także w komisjach konkursowych między innymi w konkursie „Zielony Laur”.

## Publikacje
- Ogród na balkonie (Prószyński i S-ka., Warszawa, 1999; ISBN 83-7180-792-9) wspólnie z Agnieszką Sokołowską
- Popularne kwiaty ogrodowe (Prószyński i S-ka., Warszawa, 1996) wspólnie z Wiesławem Szydło
- Przebojowe doniczkowe (Prószyński i S-ka., Warszawa, 2000; ISBN 83-7255-296-7) wspólnie z Agnieszką Sokołowską